# Palo Olivier

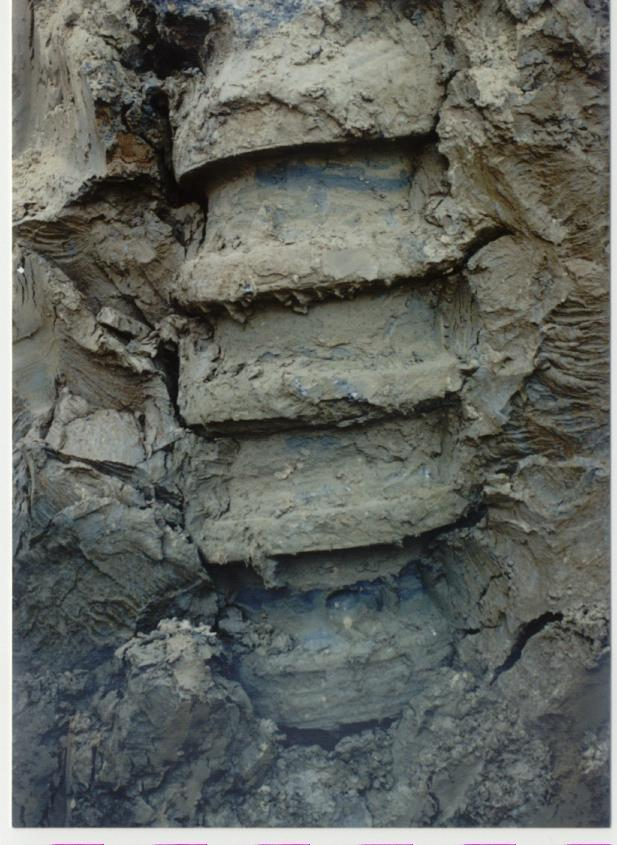
La forma a vite di un palo Olivier scavato

Un palo Olivier è un palo di fondazione eseguita senza asportazione di terreno in calcestruzzo o calcestruzzo armato con un pozzo a forma di vite.

## Storia
Il belga Gerdi Vankeirsbilck ha richiesto il brevetto per la palo Olivier nell'aprile 1996. Questa tecnica è stata implementata dalla sua stessa azienda e sono state concesse varie licenze in Belgio e all'estero. Grazie alla sua forma a vite, il palo Olivier è particolarmente adatto per l'utilizzo in terreni con bassa capacità di carico, come argilla e terriccio. Nel 2018 è stato richiesto un brevetto per la perforazione senza l'uso di una punta basale a perdere.

## Descrizione
Un palo Olivier viene perforata nel terreno mediante una macchina da palo con un motore rotativo di tipo superiore (testa rotary) con velocità di penetrazione variabile. Una punta basale a perdere è fissata ad una coclea che, a sua volta, è attaccata ad un tubo di trivellazione. Il tubo di trivellazione, che ruota in senso orario, penetra nel terreno attraverso la coppia della tabella di foraturae e la forza verticale. Alla profondità richiesta, la punta basale a perdere viene rilasciata e l'armatura di metallo sarà posata. Poi il calcestruzzo viene riempito nel tubo di trivellazione con un imbuto. Il tubo di trivellazione e la coclea vengono estratti ruotandoli in senso antiorario. Il terreno viene spinto indietro una seconda volta. Questo è il principio del doppio spostamento. Il palo Olivier è a forma di vite per tutta la sua lunghezza.
Il tubo di trivellazione ha un diametro esterno di 324 mm, con uno spessore della parete di 25 mm. Il tubo di trivellazione è costituito da diverse parti assemblate con giunti sigillati, abbastanza robusti da resistere alla coppia massima prodotta dalla Testa Rotary. Le diverse coclee, per i diversi diametri della palo Olivier, hanno tutte un diametro maggiore rispetto al tubo di trivellazione.
Diametri della coclea comune Olivier:
- diametro 36–56 cm
- diametro 41–61 cm
- diametro 46–66 cm
- diametro 51–71 cm
- diametro 56–76 cm

## Processo di costruzione

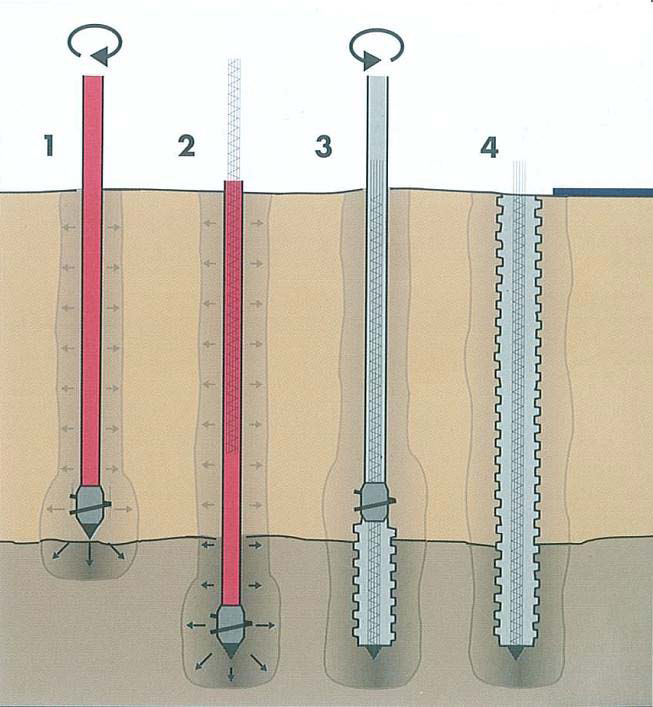
Metodo di attuazione di palo Olivier.
1. perforazione in senso orario.
2. profondità richiesta raggiunta.
3. perforazione inversa: senso antiorario e allo stesso tempo riempire lo spazio con calcestruzzo (e armatura).
4. il palo Olivier finito.

- Un palo Olivier viene perforata nel terreno senza vibrazioni, il terreno viene spostato lateralmente. Il terreno non viene trasportato in superficie.
- La pressione rotativa viene confrontata con i risultati del prova penetrometrica statica.
- La Testa Rotary, con una coppia massima di 55 ton/m, viene manovrata lungo un montante abbastanza forte da trasmettere tutti i carichi alla macchina base. Il montanta può essere ruotato in tutte le direzioni, consentendo di eseguire la foratura con un determinato angolo di inclinazione.
- Quando la profondità desiderata è stata raggiunta, è possibile installare un'armatura completa.
- Poi il tubo di trivellazione e la coclea vengono estratti ruotandoli in senso antiorario. La punta basale a perdere viene rilasciata. Il terreno viene spinto indietro una seconda volta. Questo è il principio del doppio spostamento.
- Durante il ritiro, a causa del peso gravitazionale del calcestruzzo, il calcestruzzo viene iniettato nella cavità creata.
- Durante il ritiro, il palo è filettato con un passo di ± 250 mm e un diametro esterno di ± 200 mm più grande del corpo della pila. Questo processo continua fino a quando l'intero involucro e la coclea non sono di nuovo a terra.[8]